# Sinassi

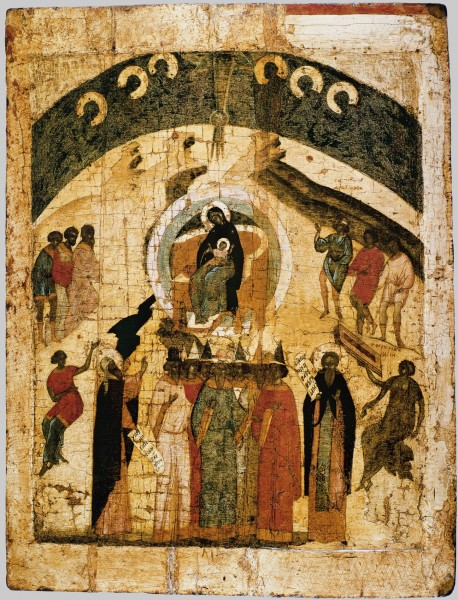
Icona della Sinassi della Theotókos (Pskov, XVII secolo).

Nella terminologia cristiana, la sinassi (in greco σύναξις) è una riunione di fedeli per l'ascolto della lettura della Bibbia o per la celebrazione dell'Eucaristia, utilizzato perlopiù come sinonimo di quest'ultima nella liturgia cristiana dei primi secoli.
Nella cristianità orientale, il termine ha assunto una serie di altre connotazioni:
- una riunione liturgica per la celebrazione di Vespri, Mattutino, Ora media e Divina liturgia;
- a Costantinopoli, riunioni di chierici e fedeli in particolari festività nelle chiese dedicate al santo del giorno delle celebrazioni liturgiche;
- una commemorazione comune di un certo numero di santi in un singolo servizio liturgico, p.e. la Sinassi dei Settanta apostoli; ogni santo può avere la sua celebrazione specifica, ma tutti sono commemorati insieme durante la loro sinassi. La maggior parte delle sinassi sono festività fisse, altre sono festeggiate in accordo al ciclo pasquale;
- in particolare nella Chiesa ortodossa, il termine sinassi è utilizzato anche per indicare una riunione di vescovi ed esponenti del clero che costituirebbe un sinodo se non fosse per la mancanza di un Patriarca officiante;

- il termine è adottato per la sinassi dei primati, cioè una riunione tra i capi delle Chiese autocefale ortodosse.